# Aloísio Sebastião Boeing

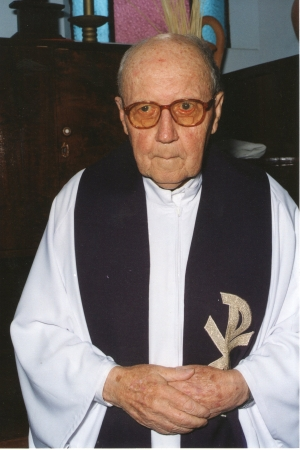
Padre Aloísio Sebastião Boeing.

Aloísio Sebastião Boeing (São Martinho, 24 de diciembre de 1913 - Jaraguá do Sul, 17 de abril de 2006) fue un sacerdote católico de la diócesis de Joinville. 
En 23 de febrero de 2023, fue considerado "venerable" por el Papa Francisco.

## Biografía

### Primeros años
El Padre Aloísio nació el 24 de diciembre de 1913 (miércoles), en Vargem do Cedro (Santa Catarina), en ese momento municipio de Imaruí, hoy perteneciente a São Martinho. Primogénito de una familia católica alemana, fue bautizado el 26 de diciembre del mismo año y confirmado el 22 de enero de 1914, en la parroquia de São Sebastião, Vargem do Cedro. Sus padres, João Boeing y Josephina Effting Boeing, eran diarios de misas y rosarios. Fue en este ambiente que Aloísio desarrolló su vida y personalidad en la infancia: en un hogar de padres católicos practicantes. A la edad de doce años, el 11 de febrero de 1925, animado por el párroco, dejó su tierra natal con otros tres colegas, al sacerdocio.

### Formación
Las etapas de su formación tuvieron lugar básicamente en Brusque y Taubaté (São Paulo). La primera profesión religiosa tuvo lugar en Brusque el 16 de enero de 1934. Los estudios de teología se realizaron en Taubaté de 1938 a 1941. Fue ordenado sacerdote el 1 de diciembre de 1940 (domingo).  

### Sacerdocio
Como consagrado y sacerdote, dedicó gran parte de su vida a la formación, especialmente en Jaraguá do Sul.  Fue maestro de novicios durante 24 años. Se convirtió en un entrenador con una reputación de firme, devoto y celoso. Tenía una gran devoción a la Virgen María. Por iniciativa suya, este noviciado lleva el nombre de Nuestra Señora de Fátima. Fue estimado, distinguido por su bondad y paternal bienvenida de los estudiantes que lo buscaron para obtener guía espiritual.

### Pastoral
El Padre Aloísio siempre ha trabajado en el campo de la pastoral. Desde el comienzo de su vida sacerdotal, también fue buscado por la gente para el consejo espiritual hasta el final de su vida. Esa fue la habilidad que desarrolló a lo largo de su vida. A menudo, hasta el amanecer, lo buscaban en casa o por teléfono para obtener orientación espiritual, asesoramiento familiar y bendición de salud. Nunca dejó de responder. Al final de su vida, a menudo enfermo, en cama, atendía, acostado, a los casos más urgentes. Sentía compasión por la gente, especialmente por los enfermos, los ancianos y los pobres. Tenía un gusto especial por el coloquio de las cosas espirituales y hablaba horas enteras sin cansancio. 
En 1974, fundó la Fraternidad Mariana del Corazón de Jesús, en Jaraguá do Sul, movido por el deseo de ver a un grupo de mujeres jóvenes unidas, viviendo católicamente. A partir de este momento entregó su vida a la Fraternidad, acompañándola con su presencia y guía.
En 1984, el sacerdote fue al barrio de Nereu Ramos, en la ciudad de Jaraguá do Sul. Allí vivió hasta el final de su vida como vicario de la Capilla del Rosario y director del Centro Shalom, sirviendo a quienes lo buscaban para obtener orientación, ayuda y bendición. Luego se dedicó más a la Fraternidad Mariana del Corazón de Jesús y a las personas consagradas, que buscaron inspiración en él. La Fraternidad ha crecido y sigue funcionando.

#### En otros estados
Fuera de Santa Catarina, fue vicario en Varginha (estado de Minas Gerais).  

### Muerte
El padre Aloísio murió el 17 de abril de 2006 (lunes).  

Sintiéndose cerca de su partida y sintiéndose abandonado a todos los que amaba, dijo: 
"Me encontrarás en la Eucaristía". 
Fue enterrado en el jardín, junto a la Iglesia de Nuestra Señora del Rosario, en el barrio de Nereu Ramos, en Jaraguá do Sul. Es un lugar de oración y agradecimiento.

## Memoria
La gente da testimonio de haber logrado ya gracias por su intercesión. Cada 17 de cada mes, recordando el día de su muerte, se celebra la Misa de la Misericordia a las 15:00. 
"¡Hemos perdido a un sacerdote muy querido, pero hemos ganado un santo en el cielo!" 

Pe. Osnildo C. Klann, dehoniano

## Beatificación
El proceso de beatificación fue abierto en 2013 por el entonces obispo diocesano, el obispo Irineu Roque Scherer. La fase diocesana se cerró en 2015. El 23 de febrero de 2023 el Papa Francisco aprobó el decreto de sus virtudes heroicas.

## Documental biográfico
El 1 de diciembre de 2020, fecha del 80 aniversario de la ordenación sacerdotal del padre Aloísio, los responsables de su proceso de reconocimiento de la santidad lanzaron un documental gratuito, de duración 0:53:40, La Santidad Cotidiana. Se puso a disposición a través de YouTube.

## Conexiones externas
Sitio web oficial